# Kivijärvi (sjö i Ruokolax, Södra Karelen)
Kivijärvi är en sjö i kommunen Ruokolax i landskapet Södra Karelen i Finland. Sjön ligger 93,2 meter över havet. Arean är 56 hektar och strandlinjen är 5,07 kilometer lång. Sjön  ingår i Vuoksens huvudavrinningsområde.   Den ligger omkring 49 km nordöst om Villmanstrand och omkring 250 km nordöst om Helsingfors. 